# Элеокарпус
Элеокарпус (лат. Elaeocarpus) — род растений семейства Элеокарповые включающий в себя около 480 видов деревьев и кустарников.
Ареал рода включает в себя Мадагаскар, Индию, Юго-Восточную Азию, Южный Китай, Японию, Австралию, Новую Зеландию, Гавайские острова и Фиджи. 31 вид — в Новой Каледонии, из них 29 — эндемики. При этом наибольшее разнообразие видов сосредоточено на островах Калимантан и Новая Гвинея.
Элеокарпусы известны своими декоративными красочными плодами.

## Виды
По информации базы данных The Plant List, род включает 480 видов. Некоторые из них:
- Elaeocarpus angustifolius Blume — Голубой квандонг
- Elaeocarpus dentatus (J.R.Forst. & G.Forst.) Vahl — Хинау
- Elaeocarpus serratus L. — Рудракша